# Pallavolo ai Giochi della XXIV Olimpiade
I tornei di pallavolo ai Giochi della XXIV Olimpiade si sono svolti a Seul. Il torneo maschile si è svolto dal 27 settembre al 2 ottobre 1988, vedendo la partecipazione di 12 squadre, mentre quello femminile, svoltosi dal 20 al 29 settembre, ha avuto otto partecipanti.

## Podi
| Evento                         | Oro | Argento | Bronzo |
| Pallavolo maschile (dettagli)  | Stati Uniti Craig Buck Robert Ctvrtlik Scott Fortune Karch Kiraly Ricci Luyties Douglas Partie Jon Root Eric Sato David Saunders Jeff Stork Troy Tanner Steve Timmons                                                   | Unione Sovietica Jurij Pančenko Andrej Kuznecov Vjačeslav Zajcev Igor' Runov Vladimir Škurichin Evgenij Krasil'nikov Raimonds Vilde Valerij Losev Jurij Sapega Aleksandr Sorokolet Jaroslav Antonov Jurij Čerednik | Argentina Daniel Castellani Daniel Colla Hugo Conte Juan Cuminetti Esteban de Palma Alejandro Diz Waldo Kantor Esteban Martínez Raúl Quiroga Javier Weber Claudio Zulianello |
| Pallavolo femminile (dettagli) | Unione Sovietica Valentina Ogienko Elena Volkova Marina Kumysh Irina Smirnova Tatyana Sidorenko Irina Parkhomchuk Tatyana Krainova Olga Shkurnova Marina Nikulina Elena Ovchinnikova Olga Krivosheeva Svetlana Korytova | Perù Luisa Cervera Alejandra de la Guerra Denisse Fajardo Miriam Gallardo Rosa Garcia Sonia Heredia Katherine Horny Natalia Malaga Gabriela Pérez del Solar Cecilia Tait Gina Torrealva Cenaida Uribe              | Cina Guo-Jun Li Hong Zhao Yu-Zhu Hou Ya-Jun Wang Xi-Lan Yang Huijuan Su Ying Jiang Yong-Mei Cui Xiao-Jun Yang Mei-Zhu Zheng Dan Wu Yue-Ming Li                               |

## Medagliere
| Posizione | Paese            |   |   |   | Totale |
| --------- | ---------------- | - | - | - | ------ |
| 1         | Unione Sovietica | 1 | 1 | 0 | 2      |
| 2         | Stati Uniti      | 1 | 0 | 0 | 1      |
| 3         | Perù             | 0 | 1 | 0 | 1      |
| 4         | Argentina        | 0 | 0 | 1 | 1      |
| 4         | Cina             | 0 | 0 | 1 | 1      |